# 1902 en astronomie
Cet article présente les événements qui se sont produits pendant l'année 1902 dans le domaine de l'astronomie.

## Événements

### Mai
- 17 mai : un archéologue, Valérios Stáis, discerne dans l'un des fragments remontés d'un navire échoué plus de dix-neuf siècles auparavant[1] près de l'île grecque d'Anticythère, une machine calculatrice d'événements astronomiques, la « machine d'Anticythère[2] ». Derek de Solla Price montrera dans les années 1970, à l'aide d'images aux rayons gamma, que c'est bien le cas[3].

### Sans date précise
- James Jeans découvre le phénomène d'instabilité gravitationnelle (instabilité de Jeans).
- William Henry Mahoney Christie reçoit un doctorat honoris causa en sciences de l'université d'Oxford.
- Au Danemark, le chimiste Ejnar Hertzsprung se tourne vers l'astronomie.

## Objets célestes découverts
- Objets célestes découverts.

### Remarques
- On peut remarquer que c'est une année féconde pour l'astronome français Charles Wolf[4].
- La comète 26P/Grigg-Skjellerup avait été découverte par Jean-Louis Pons en 1808 ; elle est redécouverte en 1902 par John Grigg, et découverte de nouveau en 1922 par John Francis Skjellerup.

## Culture
- 1er septembre : première du Voyage dans la Lune, court métrage français de Georges Méliès, au théâtre Robert-Houdin à Paris. Succès immédiat[5]. — Méliès suit l'idée, introduite par Jules Verne en 1865 dans De la Terre à la Lune, de l'envoi d'un missile habité sur la Lune.

## Prix
- Médaille Bruce (astronomie) : Giovanni Schiaparelli.
- Médaille Janssen : Aymar de La Baume Pluvinel.
- Prix Jules-Janssen (astronomie) : Sylvie Camille Flammarion (née Sylvie Petiaux)[6].
- Prix Lalande : Charles Trépied[7].
- Médaille d'or de la Royal Astronomical Society : Jacobus Kapteyn.
- Prix Valz : Ernst Hartwig.

## Publications
- Francesco Bianchini (auteur), Geminiano Montanari (contributeur) et Francesco Porro (éditeur scientifique), Observationes circa fixas — Schizzi di carte celesti.
- Karl Bohlin (de), Sur le développement des perturbations planétaires : application aux petites planètes, Stockholm, P. A. Norstedt & Söner (OCLC 70165345).
- François Folie, Trente-cinq années de travaux mathématiques et astronomiques, Rome, F. Cuggiani, 1902-1904 (OCLC 36585039).
- George W. Hill, « Illustrations of periodic solutions in the problem of three bodies »[8], dans Astronomical Journal 22, p. 93-97 et 117-121.
- Johann Heinrich Lambert, Abhandlungen zur Bahnbestimmung der Cometen.
- Constantin Le Paige, Cours d'astronomie et de géodesie[9].
- Ménélaos d'Alexandrie (auteur) et Axel Anthon Bjørnbo (de) (éditeur scientifique), « Studien über Menelaos' Sphärik. Beiträge zur Geschichte der Sphärik und Trigonometrie der Griechen », dans Abhandlungen zur Geschichte der mathematischen Wissenschaften mit Einschluss ihrer Anwendungen, vol. 14, Leipzig.
- Moïse Maïmonide (auteur) et Lasar Dünner (éditeur scientifique), Die älteste astromonische Schrift des Maimonides : aus zwei Manuscripten der Nationalbibliothek in Paris, bezeichnet Fonds hébreu no. 1058 und no. 1061 : ein Beitrag zur Geschichte der Astronomie.
- Charles Wolf, Histoire de l’observatoire de Paris de sa fondation à 1793, Paris, Gauthier-Villars.
- Hendrikus Johannes Zwiers, Recherches sur l'orbite de la comète périodique de Holmes et sur les perturbations de son mouvement elliptique[10].

## Naissances
- Janvier 
  - 27 janvier : Margaret Walton Mayall (morte en 1995), astronome américaine.
- Février
  - 16 février : Zhang Yuzhe (mort en 1986), astronome chinois.
- Mars
  - 8 mars : Arno Arthur Wachmann (mort en 1990), astronome allemand.
- Août
  - 6 août : Sylvain Arend (mort en 1992), astronome belge.
- Septembre
  - 4 septembre : Oscar E. Monnig (en) (mort en 1999), astronome américain.
  - 11 septembre : Dirk Brouwer (mort en 1966), astronome américain d'origine néerlandaise.
- Octobre
  - 26 octobre : Henrietta Hill Swope (morte en 1980), astronome américaine.
- Novembre
  - 21 novembre : Elene Ivanovna Kazimirchak-Polonskaya, astronome ukrainienne.
  - 22 novembre : André Patry (mort en 1960), astronome français.

## Décès
- Juillet
  - 4 juillet : Hervé Faye (né en 1814), astronome français.

## Note et référence
1. ↑  (en) Rachel Becker, « A 2,000-year-old computer called the Antikythera Mechanism helped the ancient Greeks understand their universe ». Consulter cet article si on cherche la date exacte en mai.
2. ↑  Justin Pollard et Howard Reid, The rise and fall of Alexandria : birthplace of the modern world, p. 119.
3. ↑  « Gears from the Greeks. The Antikythera mechanism : A calendar computer from ca. 80 B. C. », Philadelphie, The American Philosophical Society, vol. 64, 7e cahier, coll. « New Series », novembre 1974, 70 p.  (ISBN 978-0871696472) DOI 10.2307/1006146 JSTOR:1006146.
4. ↑  Wolf découvre :
(482) Petrina le 3 mars,
(483) Seppina le 4 mars,
(484) Pittsburghia le 29 avril,
(491) Carina le 3 septembre,
(492) Gismonda le 3 septembre,
(490) Veritas encore le 3 septembre,
(493) Griseldis le 7 septembre,
(494) Virtus le 7 octobre,
(496) Gryphia le 25 octobre,
(499) Venusia le 24 décembre. De plus il fait paraître la même année une histoire de l'observatoire de Paris, où il travaille.
5. ↑  (en) Paul Hammond, Marvellous Méliès, Londres, Gordon Fraser, 1974, 159 p. (ISBN 0-900406-38-0), p. 141.
6. ↑  « Prix Janssen », site de la Société astronomique de France, qui le décerne.
7. ↑  Liste des attributions du Prix Lalande depuis 1881 jusqu'à 1915.
8. ↑  Il s'agit du problème à N corps, où N = 3.
9. ↑  En ligne aux États-Unis.
10. ↑  En ligne aux États-Unis.